# 2MASS J01101312+6004354
2MASS J01101312+6004354 هو نجم ثنائي، يقع في كوكبة ذات الكرسي.

## روابط خارجية
- 2MASS J01101312+6004354 على موقع ويكي سكاي: DSS2, SDSS, GALEX, IRAS, Hydrogen α, X-Ray, Astrophoto, Sky Map, Articles and images